# Артаксеркс III (царь Персиды)
Артаксеркс III — царь Персиды в первой половине II века.
Артаксеркс III был царём Персиды — вассальным властителем в Парфянской державе. По мнению авторов Ираники, предшественником правившего в первой половине II века Артаксеркса III был Манучехр I. Преемником Артаксеркса III стал Манучехр II.
Для нумизматического материала Артаксеркса III, как и для нескольких других царей Персиды из «семейства Манучехра», характерно наличие изображения лица правителя на только на аверсе, но и на реверсе монет. По замечанию иранского исследователя Х. Резахани, бюст царя окружён ореолом солнечных лучей — знаком Митры, что может свидетельствовать об особом интересе к этому богу.